# Jan Chambrez
Jan Chambrez (ur. 1729 koło Pragi, zm. 2 czerwca 1809 w Cieszynie) – czeski malarz, architekt, teoretyk sztuki.
Był synem poczmistrza. Malarstwa uczył się w Pradze i Chrudimiu, później podróżował po Europie, zwiedzając m.in. Niemcy, Włochy i Francję. Po powrocie osiadł w Holeszowie na Morawach. Pracował m.in. dla klasztorów w Sedlcu koło Kutnej Hory i Hradisku koło Ołomuńca. Był autorem obrazów ołtarzowych m.in. w kościołach w Wszetynie, Kloboukach, Broumovie, Veselí, Kněždubie, Nikolčicach, Vizovicach i Malenovicach. Pracował też na zamkach morawskich, m.in. w Pačlavicach.
Po tzw. kasacie józefińskiej w 1782 r., w wyniku której w krajach korony Habsburgów rozwiązano większość klasztorów, pozbawiony zamówień artystycznych, w 1784 roku zamieszkał w Cieszynie u swojego syna Ignacego. W nowym miejscu zamieszkania kontynuował działalność malarską.  M. in. dla kościoła parafialnego w Strumieniu namalował w 1793 r. stacje Męki Pańskiej.
W księdze zgonów w Cieszynie (IV A, s. 287) pod datą 2 czerwca 1809 r. zanotowano, że "Johann Schambrez alias Swoboda, Mahler und Wittwer" zmarł na uwiąd starczy w wieku 80 lat.